# جيورجي زابو
جيورجي زابو (5 يناير 1921 - 1 يناير 1962) هو لاعب كرة قدم مجري سابق كان يلعب كلاعب وسط.

## وصلات خارجية
- جيورجي زابو على موقع قاعدة بيانات كرة القدم.إي يو (الإنجليزية)
- جيورجي زابو على موقع ناشيونال فوتبول تيمز (الإنجليزية)